# Rouans
Rouans (bretonisch: Rodent; Gallo: Roant) ist eine französische Gemeinde mit 3.272 Einwohnern (Stand: 1. Januar 2022) im Département Loire-Atlantique in der Region Pays de la Loire. Sie gehört zum Arrondissement Nantes und zum Kanton Machecoul-Saint-Même. Die Einwohner werden Rouansais und Rouansaises genannt.

## Geografie
Rouans liegt an der Acheneau und dem Canal de Buzay rund zwanzig Kilometer südwestlich von Nantes in der historischen Landschaft Pays de Retz. Umgeben wird Rouans von den Nachbargemeinden Le Pellerin im Norden und Nordosten, Cheix-en-Retz im Osten, Port-Saint-Père im Südosten, Saint-Hilaire-de-Chaléons im Süden, Chaumes-en-Retz im Südwesten sowie Vue im Westen und Nordwesten.
Die Gemeinde liegt im Weinbaugebiet Gros Plant du Pays Nantais.

## Bevölkerungsentwicklung
| Jahr      | 1962 | 1968 | 1975 | 1982 | 1990 | 1999 | 2006 | 2017 |
| Einwohner | 1520 | 1443 | 1447 | 1710 | 1891 | 2131 | 2498 | 2956 |

## Sehenswürdigkeiten
- Reste der Zisterzienserabtei Buzay, 1135 von Bernhard von Clairvaux gegründet, 1735 geschlossen
- Kirche Saint-Martin, Anfang des 20. Jahrhunderts erbaut,

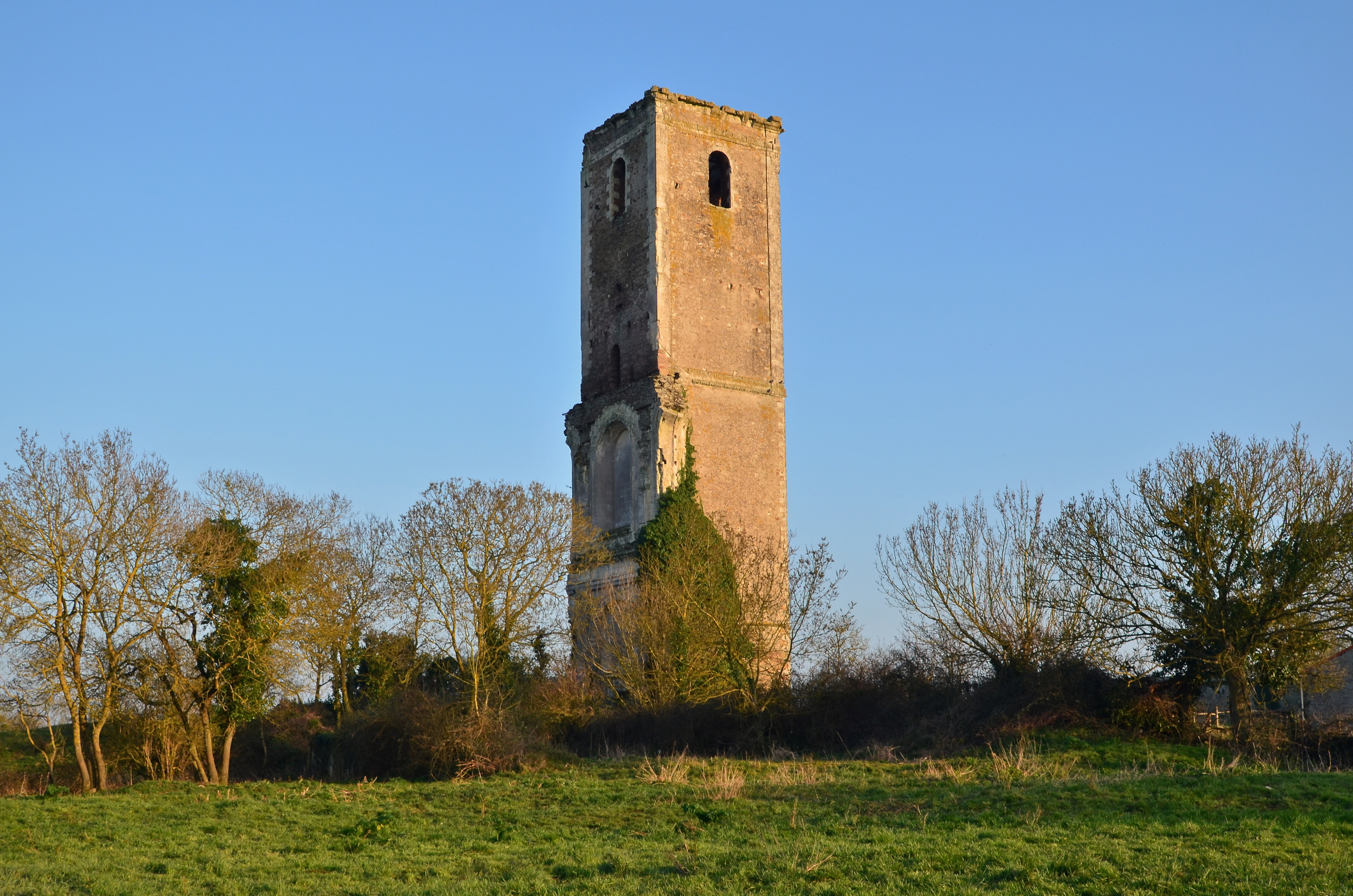
Turm des Klosters Buzay
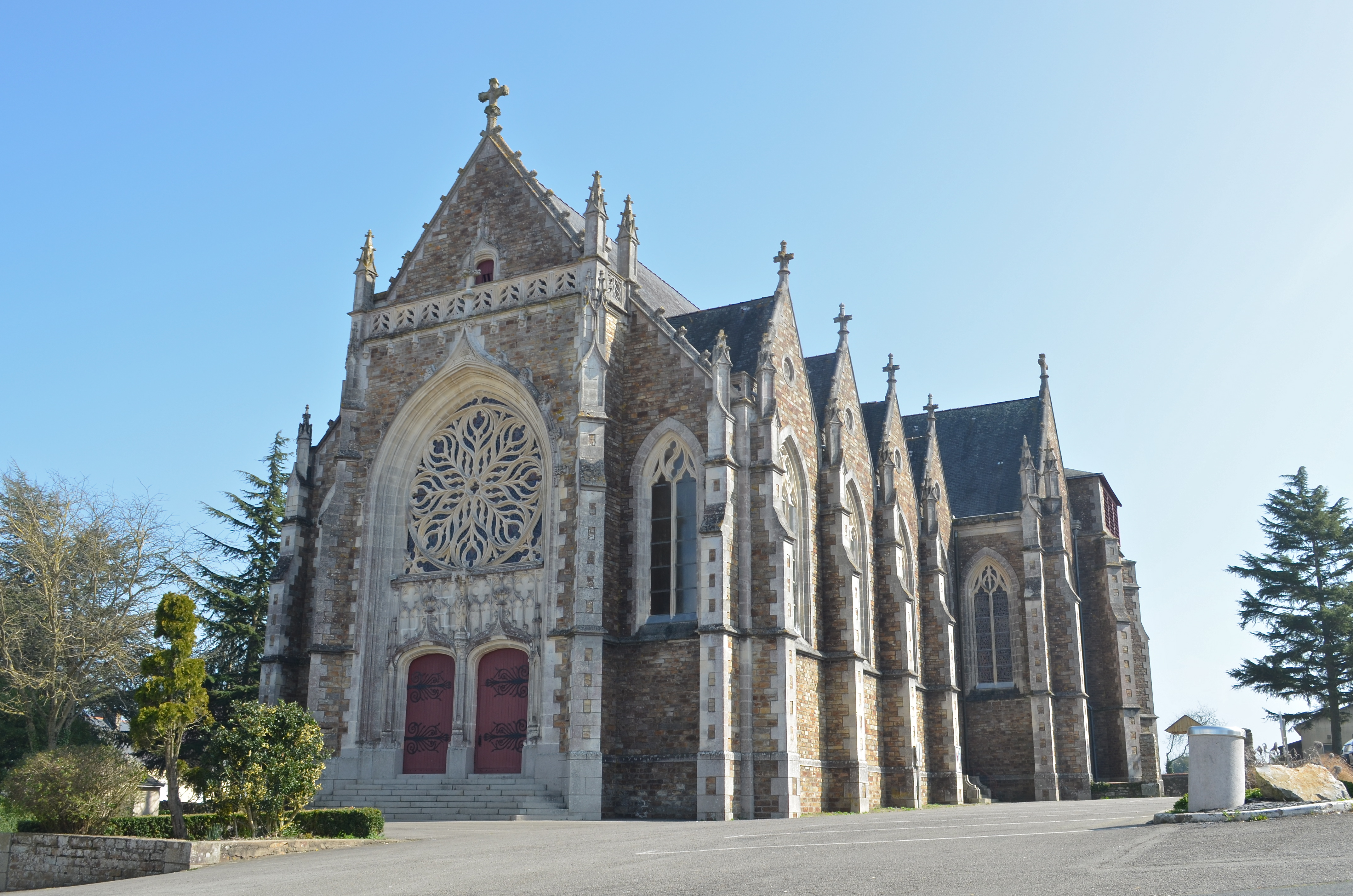
Kirche Saint-Martin

## Persönlichkeiten
- Anne-Françoise Moreau (1866–1900), Franziskanerin und Missionarin (Ordensname Marie de Saint-Just), Heiligsprechung 2000